# Martyna Grajber-Nowakowska
Martyna Grajber-Nowakowska (ur. 28 marca 1995 w Żywcu) – polska siatkarka, grająca na pozycji przyjmującej i libero, reprezentantka Polski kadetek, juniorek i seniorek.
Wraz z reprezentacją Polski kadetek zajęła piąte miejsce na mistrzostwach Europy oraz czwarte na mistrzostwach świata w 2011 roku. Z kadrą juniorek na mistrzostwach Europy rok później uplasowała się na 6. pozycji.
Jej mężem jest siatkarz Jan Nowakowski.
Pod koniec maja 2024 roku miała zabieg usunięcia niedużego guza na swojej piersi.

## Sukcesy klubowe
Mistrzostwo Polski:
- 2020, 2021, 2023[12], 2024[13]
- 2017
- 2018, 2022[14]

Superpuchar Polski:
- 2017, 2019, 2023[15]

Puchar Polski:
- 2018, 2019, 2020, 2021

## Sukcesy reprezentacyjne
Volley Masters Montreux:
- 2019

## Nagrody indywidualne
- 2019: Najlepsza zagrywająca Pucharu Polski
- 2019: Najlepsza przyjmująca turnieju Volley Masters Montreux